# Bechtle
Bechtle AG er en tysk it-virksomhed, der kombiner salg af it-udstyr og software med service af it-infrastruktur og software. Deres kundes findes især i industrivirksomheder og i den offentlige sektor. De har hovedkvarter i Neckarsulm, Baden-Württemberg, og de har 70 afdelinger i 14 lande. I 2019 havde de 11.487 ansatte og en omsætning på 5,37 mia. euro.
Bechtle blev etableret i 1983 af de tidligere Heilbronn University studerende Klaus von Jan, Ralf Klenk og Gerhard Schick.